# Sebastian Adam Karl Sommer
Sebastian Adam Karl Sommer (* 10. Juli 1796 in Aufseß/Oberfranken; † 10. August 1865 in Ottensoos) war ein deutscher evangelisch-lutherischer Pfarrer und Schriftsteller, der in Franken lebte und wirkte.

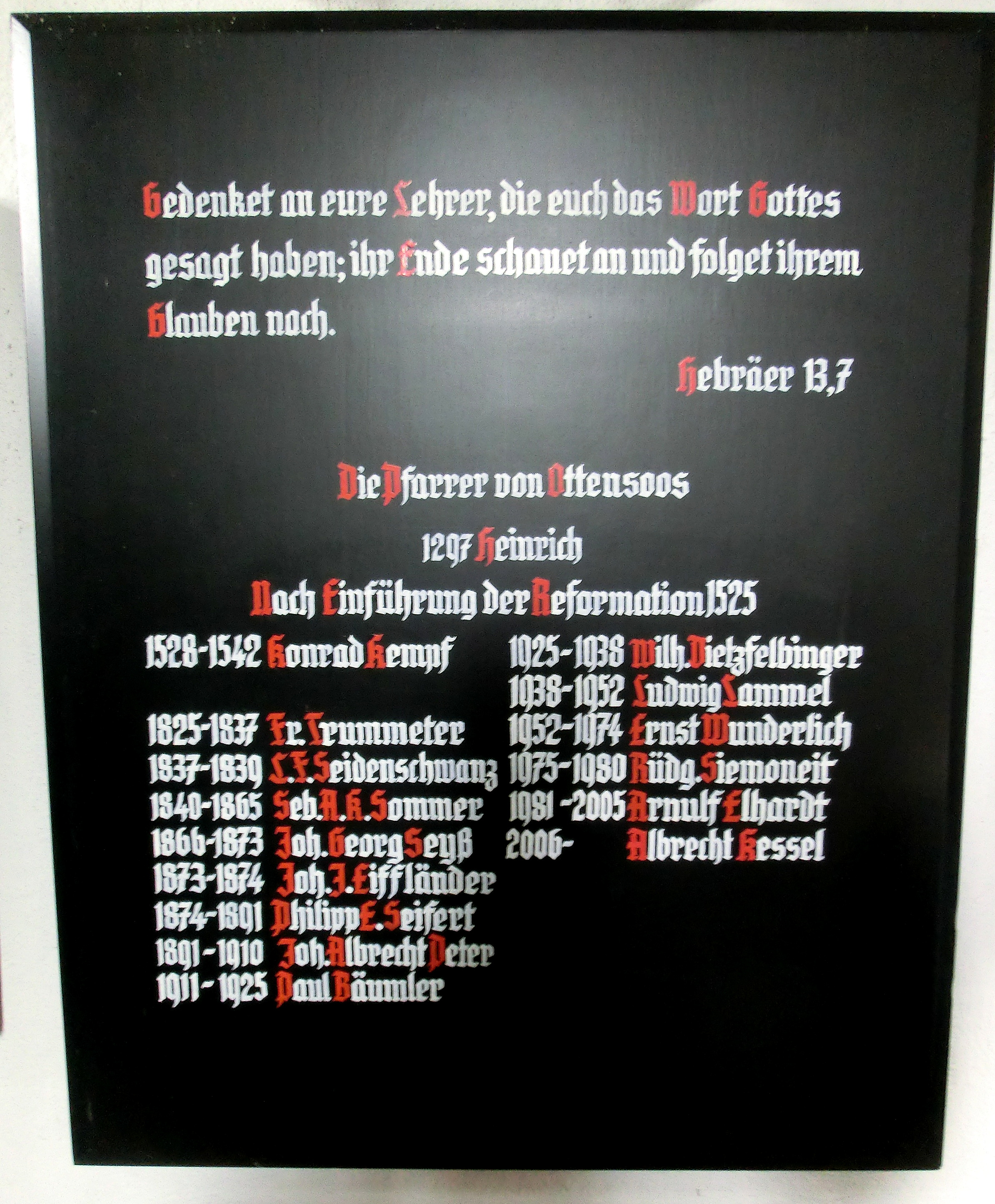
Liste der Pfarrer der luth. Gemeinde in Ottensoos

## Leben
Sommer war zunächst Pfarrer in Veitlahm (heute Ortsteil von Mainleus im Landkreis Kulmbach/Oberfranken) und wechselte am 22. Oktober 1839 nach Ottensoos im Dekanat Hersbruck in Mittelfranken, wo er von 1840 bis 1865 als Pfarrer arbeitete. Sein Grabstein befindet sich auf dem Friedhof von Ottensoos, möglicherweise ist dies aber nicht der Bestattungsort. Die Lebensdaten seiner Frau E. Ph. Sommer, geborene Ebhardt (1797–1849), stehen ebenfalls auf dem Grabstein.

## Werke
Sommer veröffentlichte mehrere Bücher, unter anderem ein Werk mit Predigten und eines mit Aphorismen, das 1830 in Nürnberg unter dem Titel Aphorismen über den Zusammenhang der historischen Wahrheit und des historischen Glaubens mit der biblischen Lehre vom Reiche Gottes erschien. Bekannt wurde Sommer auch durch Aufnahme von vier Liedern und einigen Betrachtungen in das Jahrbuch Christoterpe 1837, das am Verlagsort Tübingen von dem Pfarrer und Hymnologen Albert Knapp herausgegeben wurde.
Als Herausgeber veröffentlichte Sommer das 1833 in Nürnberg erschienene Werk Ährenlese höherer Wahrheiten aus Werken christlicher Schriftsteller und das Buch Abendblätter : ein Taschenbuch für Freunde der christlichen Gedanken- und Gefühls-Welt, das 1832 in Erlangen erschien.